# Johann Caspar Bauhin (Mediziner, 1606)

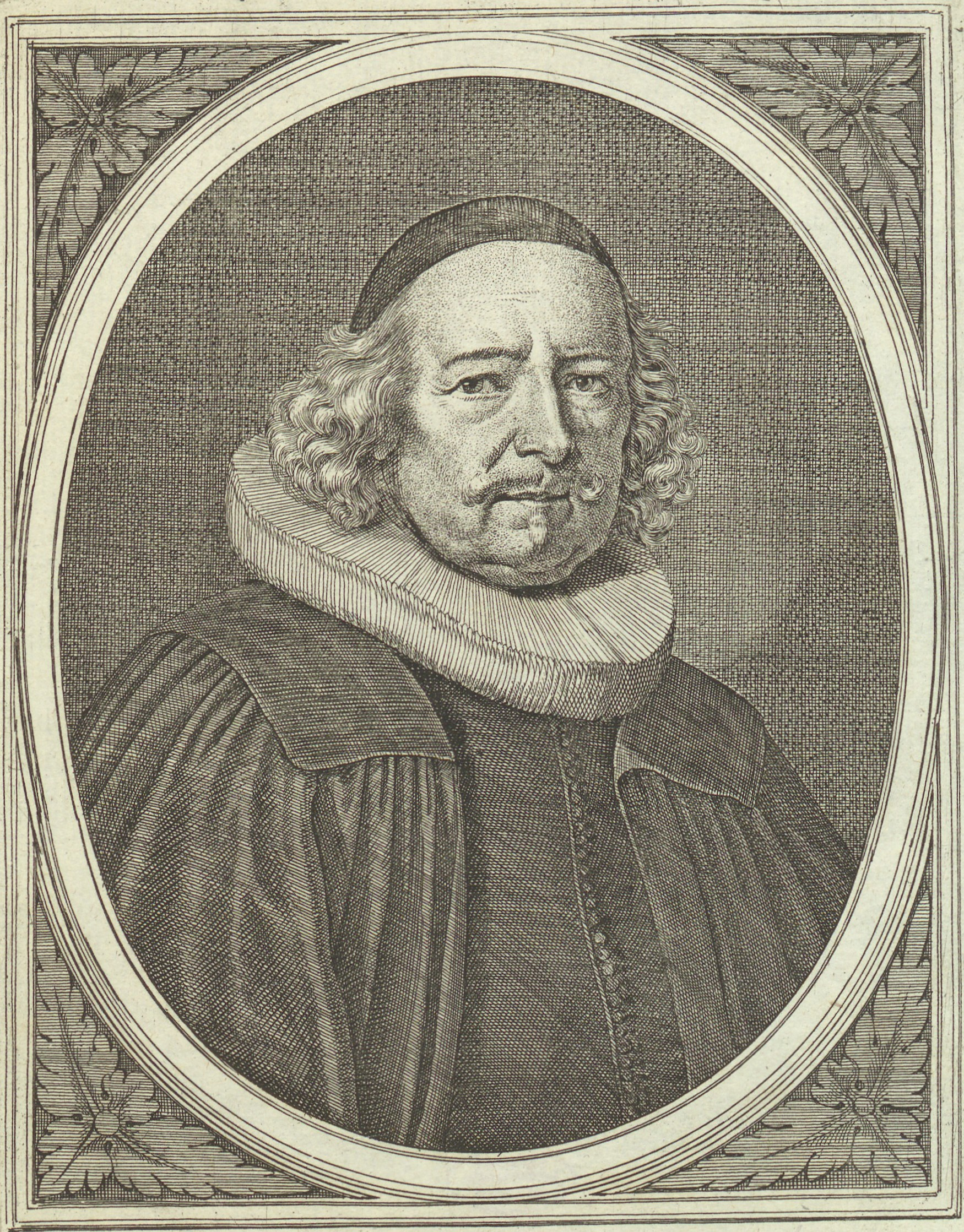
Johann Caspar Bauhin

Johann Caspar Bauhin (* 12. März 1606 in Basel; † 14. Juli 1685 ebenda) war ein Schweizer Arzt und Botaniker aus der aus Frankreich stammenden Familie Bauhin. Er ist der Sohn von Caspar Bauhin und Enkel von Jean Bauhin sowie der Vater von Hieronymus Bauhin.
Ab 1622 war Bauhin Magister in Basel. Von 1624 bis 1627 studierte er Medizin in Paris, England, den Niederlanden. Ab 1629 war er Professor für Anatomie und Botanik an der Universität Basel. 1638, 1650, 1661, 1664 und 1675 amtierte er als Rektor. Ihm war es zu verdanken, dass um 1650 in Basel das Mikroskop in den Anatomieunterricht eingeführt wurde. Ab 1640 war er Leibarzt des Herzogs Eberhard III. von Württemberg und ab 1648 des Markgrafen Friedrich V. von Baden-Durlach. Im Jahre 1659 ernannte ihn König Ludwig XIV. zum Medicus ordinarius regis.